# FK Minsk
Der FK Minsk (belarussisch ФК Мінск, russisch ФК Минск) ist ein Fußballverein aus der belarussischen Hauptstadt Minsk. Der 2006 gegründete Klub spielt seit 2009 in der Wyschejschaja Liha, der höchsten Spielklasse des Landes, und gewann 2013 den belarussischen Pokal.

## Geschichte
Der FK Minsk entstand 2006 durch die Fusion des Zweitligisten Smena Minsk mit Tarpeda-SKA Minsk, der als Nachfolgeverein des Traditionsklubs Torpedo Minsk zuletzt in der dritthöchsten Spielklasse aktiv war. Der neue Verein ging in der Pershaya Liha genannten zweithöchsten Spielklasse an den Start, wo er bereits in seiner ersten Saison 2006 die Meisterschaft gewann und in die höchste Spielklasse, die Wyschejschaja Liha, aufstieg. Jedoch stieg die Mannschaft im Folgejahr als Tabellenletzter wieder ab. In der Saison 2008 gelang der erneute Aufstieg als Meister der Pershaya Liha, 2009 sicherte sich der FK Minsk mit einem 9. Platz den Klassenerhalt in der höchsten Spielklasse. Nach einem 3. Platz in der Saison 2010 nahm die Mannschaft an der Qualifikation zur UEFA Europa League 2011/12 teil, wo sie in der 2. Runde gegen den türkischen Verein Gaziantepspor ausschied.
Im nationalen Pokal erreichte der FK Minsk 2012 das Finale, welches gegen Naftan Nawapolazk im Elfmeterschießen verloren wurde. Im Jahr darauf gelang im Pokal der erste Titelgewinn durch einen Finalsieg gegen Dinamo Minsk, ebenfalls nach Elfmeterschießen. Durch den Pokalsieg erreichte der FK Minsk 2013/14 zum zweiten Mal die Qualifikation zur Europa League, wo er nach Siegen gegen den FC Valletta und den FC St. Johnstone in der Playoff-Runde gegen Standard Lüttich ausschied.

### Torpedo Minsk
Der Vorgängerverein Torpedo Minsk (russisch Торпедо Минск, belarussisch Тарпеда Мінск / Tarpeda Minsk) war lange in der belarussischen Liga innerhalb der Sowjetunion aktiv, wo er fünfmal die Meisterschaft gewann, viermal davon in den 1960er Jahren. Nach der Unabhängigkeit von Belarus gehörte der Verein 1992 zu den Gründungsmitgliedern der Wyschejschaja Liha, der er bis 2004 angehörte und dabei meist Plätze im Mittelfeld belegte. Ab 1999 nannte er sich Tarpeda-MAZ Minsk, ab 2003 Tarpeda-SKA Minsk.
2000 stand die Mannschaft im Endspiel des belarussischen Pokals, welches mit 1:2 gegen Slawija Masyr verloren wurde. Nach zwei 4. Plätzen in der Liga 2002 und 2003 und einem 6. Platz 2004 zog sich der Verein aufgrund finanzieller Probleme zurück und startete einen Neuanfang in der dritten Liga, wo man 2005 die Meisterschaft gewinnen konnte. Zur Saison 2006 fusionierte Tarpeda-SKA Minsk mit Zmena Minsk zum FK Minsk.

## Erfolge
- Belarussische Meisterschaft (als regionaler Titel der Sowjetunion)1: 1947, 1962, 1966, 1967, 1969
- Belarussischer Pokalsieger: 2013
- Belarussischer Pokalfinalist: 20001, 2012
- Teilnahme an der Wyschejschaja Liha: 1992–20041, 2007, 2009–[1]

1Torpedo Minsk